# To Reach Beyond
To Reach Beyond (englisch Um etwas Jenseits zu erreichen) ist ein Album des belgischen Ambient- und Drone-Doom-Projekts Arcane Voidsplitter.

## Geschichte
Da Arcane Voidsplitter als Soloprojekt von Stijn van Cauter geführt wurde und er die Musik in seinem Heimstudio Templa Libitina autark komponierte und einspielte, sind exakte Schreib- und Aufnahmezeiträume von To Reach Beyond nicht publik. Techniker und Produzenten blieben ausgeschlossen. Die Entstehung des Debüts basierte auf einfachen Klangexperimenten mit Ideen des Drone Doom und Ambient.

## Albuminformationen
To Reach Beyond ist das erste Studioalbum des Projektes. Das am 18. September 2017 erstmals veröffentlichte Album enthält drei separate Stücke mit einer Gesamtspieldauer von 1:00:06 Stunden. Die Gestaltung übernahm van Cauter selbst.

### Konzept
To Reach Beyond setzte den konzeptionellen Kontext des Projektes Arcane Voidsplitter. In diesem Konzept ist der Arcane Voidsplitter, als „geheimnisvoller Spalter der Leere“, ein künstliches Objekt mit unklarer Funktion, das sich durch die Unendlichkeit des Weltalls bewegt. Ungewiss ob Waffe oder Schiff gestaltet die Musik im Zuge einer sinfonischen Dichtung Eindrücke der Reise des Objektes.

### Stil
Die Musik auf To Reach Beyond wird von van Cauter als Massive Cosmic Funeral Drone/Doom mit Chören sowie als Crossover von Funeral Doom, Ambient und Drone Doom beschrieben.
Den Funeral-Doom-Elementen wird eine nachrangig Rolle im musikalischen Aufbau zugesprochen. Mehr bestünde die Musik aus „Dronesongs zum Thema Weltall in Überlänge“ basierend auf dem wabernden Gitarrenspiel aus schweren, langsamen Saitenanschlägen mit ausgeprägter Nutzung von Sustain und Bordun, sowie dem Einsatz von analogen Synthesizern. Im direkten Vergleich zu van Cauters populärstem Projekt Until Death Overtakes Me wirke die Musik von Arcane Voidsplitter „versöhnlicher und stellenweise direkt vertäumt“. Allerdings weise das Album gegenüber dem Nachfolger mehr Nähe zu van Cauters Ambient-Projekt Dreams of Dying Stars auf.

## Titelliste
1. Reality Collapse: 8:00
2. Reach through the Void: 41:40
3. The Universe Begins Anew: 8:26

## Wahrnehmung
Entgegen dem nachfolgenden Album blieb die direkte Resonanz auf To Reach Beyond aus. Mit der Veröffentlichung von Voice of the Stars wurde auch das Debüt von Arcane Voidsplitter positiv erwähnt. So sei To Reach Beyond das einzige Album, dass sich mit dem „Drone-Meisterwerk“ Voice of the Stars vergleichen lasse.